# ان‌جی‌سی ۴۶۳۱
ان‌جی‌سی ۴۶۳۱ یک کهکشان در صورت فلکی تازی‌ها است.

## References
1. 1 2 3 4 5 6 7 8
2. ↑  SIMBAD astronomical database (به انگلیسی) (Results for NGC 4631 ed.) Retrieved on 2006-08-22.